# قالی همدان

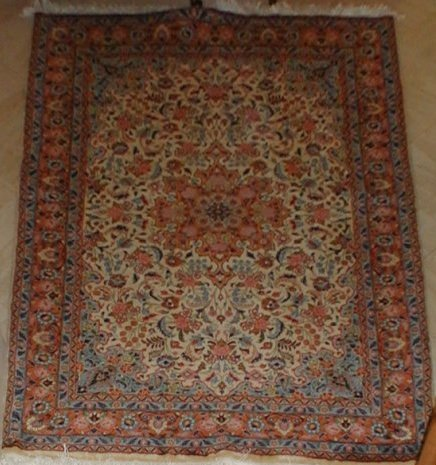
فرش همدان.

همدان یکی از مراکز عمدهٔ قالی‌بافی ایران محسوب می‌شود. اهمیت آن از این جهت است که میزان محصولات قالی و قالیچه‌های تولیدشده با قیمت ارزان، از سایر نواحی قالی‌بافی ایران بیشتر است، به طوری که می‌توان همدان را مرکز قالیچه‌های ارزان‌قیمت نامید. در سالیان گذشته بیش از صدها هزار نفر در استان همدان به قالی‌بافی اشتغال داشتند ولی امروزه از این خیل تنها ۴۷ هزار و ۷۱۹ نفر بافنده‌فرش باقی مانده‌اند که از این تعداد ۳۷ هزار و ۶۷۰ نفر خانم و ده‌هزار و ۴۹ نفر آقا هستند.
قدمت صنعت قالی‌بافی در همدان ثابت نشده‌است ولی قابل استنباط است که با زمستان‌های سرد و طولانی این منطقه لازم بوده مردم برای پوشش محل نشیمن یا کف اتاق خود یک نوع فرش تهیه کنند. شواهدی وجود دارد که این صنعت در قرن شانزدهم میلادی در قروه درجزین یا درگزین همدان وجود داشته، زیرا گفته شده که شاه طهماسب صفوی یک تخته قالی کار درگزین را به برادر خود شاه سلیمان عثمانی (معروف به قانونی) هدیه کرده بنابراین چنین به نظر می‌رسد که حدود ۴۵۰ سال قبل مردم همدان در این صنعت شهرت داشتند.
آنچه بیش از هرچیز موجب شناسایی قالی‌های همدان می‌شود، وجود ریشه‌های بلند و پرپشم آن است، به طوری که قالی‌های همدان سنگین‌تر از قالی‌های دیگر مناطق ایران می‌باشند.
تنوع نقوش و طرح‌های فرش در منطقه به آسانی دلالت بر آن دارد که گستردگی این حرفه قطعاً حاصل سال‌هایی بسیار پیش تر از این بوده‌است. وجود قالیبافی پیشرفته‌ای در برخی روستاهای درگزین از جمله روستای سوزن از سابقه تولید فرش در این منطقه حکایت می‌کند.
یاکوپ پولاک طبیب دربار قاجار در سال‌های ۱۸۵۰ در سفرنامه خود می‌گوید "فرش ایران بیشتر نه ازنظر رنگ بلکه از حیث دوام و دقت بافت معروفیت دارد … زیباترین قالی‌ها از آن ایالت فراهان در نزدیکی کرمانشاه است و چادر نشینان کردستان و همدان نوعی از قالی درجه دو می‌بافند آن‌ها با استعمال رنگ قهوه‌ای باز در زمینهٔ قالی‌ها که از پشم شتر است، می‌دانند که چطور جذابیت ظاهری قالی‌ها را بالا ببرند.
در حوالی همین سال‌هاست که کمپانی انگلیسی زیگلر در سلطان آباد اراک شروع به سرمایه‌گذاری و ایجاد کارگاه‌های بزرگ قالی‌بافی کرده و سپس سرمایه‌گذاران دیگری جذب بازار این حرفه می‌شوند. بخش‌هایی از همدان و ملایر نیز از حوزهٔ فعالیت گستردهٔ آنان به دور نمانده و بازار همدان گذرگاه مناسبی برای عرضه و صدور فرش‌های ساروق و جوزان و مهربان و انجلاس می‌شود.
امروزه قالی‌بافی در همدان از یک سو در ارتباط با استان مرکزی و از یک سو درارتباط بام راکز قالی‌بافی قروه و بیجار کردستان نشان از گستردگی حرفه‌ای می‌دهد که به دلیل تنوع نقوش رنگ‌آمیزی پشتوانهٔ با ارزشی در تولید فرش ایران است.
امروزه بازارهای شهر همدان از تولیدات عشایر مهاجری که فرش‌های سنتی خود را تحت عنوان بافت همدانی (با استفاده از پود پنبه‌ای کوبیده منفرد بین هر ردیف از گره‌های ترکی) عرضه می‌کنند، پر شده‌است.
قطعه‌های قدیمی و عتیقه که در بازار موجود هستند معمولاً به صورت کناره و در برخی اوقات قطعات بزرگ می‌باشند. این قطعات از کارگاه‌های شهری و با طرح‌های ساده و غیر پیچیده با زمینه‌ای از موی شتر رنگ نشده یا پشم گوسفند رنگ شده و حواشی پهن به بازار عرضه می‌شوند. رنگ‌های تزئینی و سایه روشن گوناگون، عمدتاً سرخ و آبی، همراه با طرح‌های هندسی و نقوش استلیزه، شامل شش وجهی، چند وجهی و لوزی و تزئینات فرعی دیگر به رنگ طبیعی تولید می‌شوند.
امروزه محصولات همدان به ندرت با اینگونه قطعات شهری و عشایری قابل قیاس می‌باشد. نقش‌های اصیل و به نسبت رسمی جای خود را به طرح ترنج مخصوص همدانی داده در حالیکه نقش‌های تکراری بوته و هراتی و دیگر طرح‌های گل و بوته‌دار به کالاهای تجاری ارزان و تولید انبوه شباهت دارند اگر چه گه‌گاه موارد استثنایی نیز دیده می‌شود که زیبایی خاص خود را دارند. به رغم این به نظر می‌رسد که گویی امروزه بافندگان و کارگاه‌های مختلف درصدد بازگشت به دوران خوش گذشته هستند به همین منظور برای آنکه طرح‌های امروزی قابل تشخیص از چنان قطعه‌های اصیل باشند، واژهٔ اکباتانی یعنی نام باستانی همدان به‌طور فزاینده در تجارت فرش مورد استفاده قرار گرفته‌است. از مرمت کاران معروف استان خانم خدیجه اقامحمدی با بیش از سی سال سابقه در زمینه مرمت فرش می‌باشد.